# Fahrenheit 451 (1966.)
Fahrenheit 451 je britanski ZF film iz 1966. koji je režirao François Truffaut. Radnja se odvija u mračnoj budućnosti, adaptirana po istoimenom romanu iz 1953. godine, poznatoga znanstveno-fantastičnoga pisca Raya Bradburyja. S vremenski neodređenom radnjom u svijetu u kojemu su knjige i bilo kakvi drugi pisani tekstovi zabranjeni, a individualna misao praktički ne postoji, film prati glavnoga junaka, jednoga od najboljih vladinih "palitelja", koji postupno postaje svjestan vrijednosti knjiga i odluči promijeniti vlastiti život. 

## Radnja
Guy Montag radi kao palitelj knjiga unutar asocijalnog, izoliranog društva u kojemu su knjige protuzakonite zbog toga što se vlast boji da mogu utjecati na razvoj neovisnog mišljenja. Zadatak "palitelja" je spaliti sve knjige koje pronađu i kazniti ljude koji ih tajno čitaju. Ljudi njegova društva, uključujući i njegovu suprugu, žive kao zombiji, a obavještavaju se samo preko velikog kućnog ekrana. Montag se zaljubi u svoju susjedu Clarissu koju upozna u tramvaju. Ona je jedna od tajnih čitateljica, pa i on ukrade knjigu i počne čitati. Kroz ovu vezu on počinje preispitivati vladine motive za zabranu knjiga. Uskoro se i sam zaljubi u književnost i počne nabavljati knjige, no tada ga palitelji otkriju te mu dođu u kuću i spale sve knjige. Sam Montag se nađe u bijegu pred policijom i naposljetku utočište pronalazi u tajnoj koloniji ljudi koji pamte knjige na pamet i tako ih čuvaju za daljnje generacije.

## Zanimljivosti
- Film je režirao François Truffaut, to je njegov jedini film snimljen na engleskom jeziku.

## Ostale informacije
Trajanje: 109 min. 
Uloge: Oskar Werner, Julie Christie, Cyril Cusack, Anton Diffring, Jeremy Spencer, Bee Duffell, Alex Scott
Scenarij: Jean-Louis Richard, David Rudkin, Helen Scott, François Truffaut (prema romanu Raya Bradburyja)
Redatelj: François Truffaut

## Vanjske poveznice
- Fahrenheit 451 u internetskoj bazi filmova IMDb-a